# Gotti Sigurdarson
Gotti Sigurdarson, eg. Gottskálk Dagur Sigurðarson, född 23 februari 1974 i Lund i Sverige, är en isländsk skådespelare.

## Filmografi (i urval)
- 1984 - Korpen flyger
- 1991 - Den vite vikingen
- 1995 - Agnes